# Incidentul Altmark

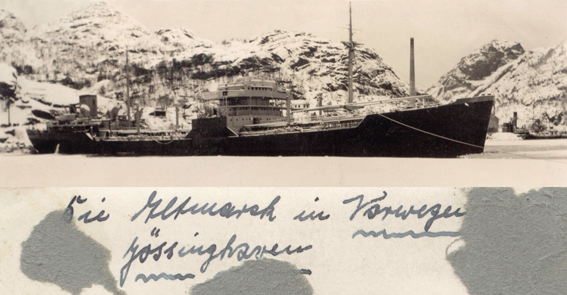
Petrolierul Altmark la începtul anului 1940 în Jøssingfjord

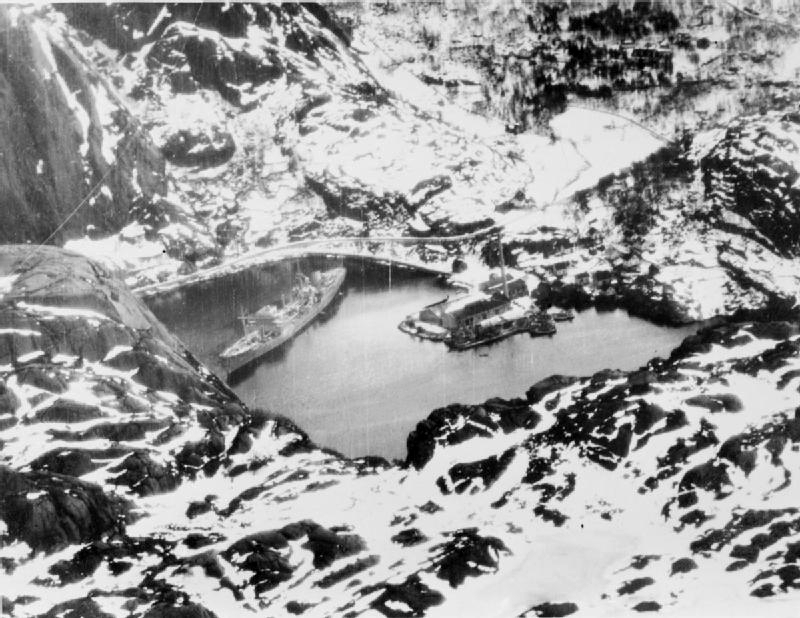
Fotografie aeriană de recunoaștere a petrolierului Altmark în Jøssingfjord mai înainte de a fi atacat de Royal Navy

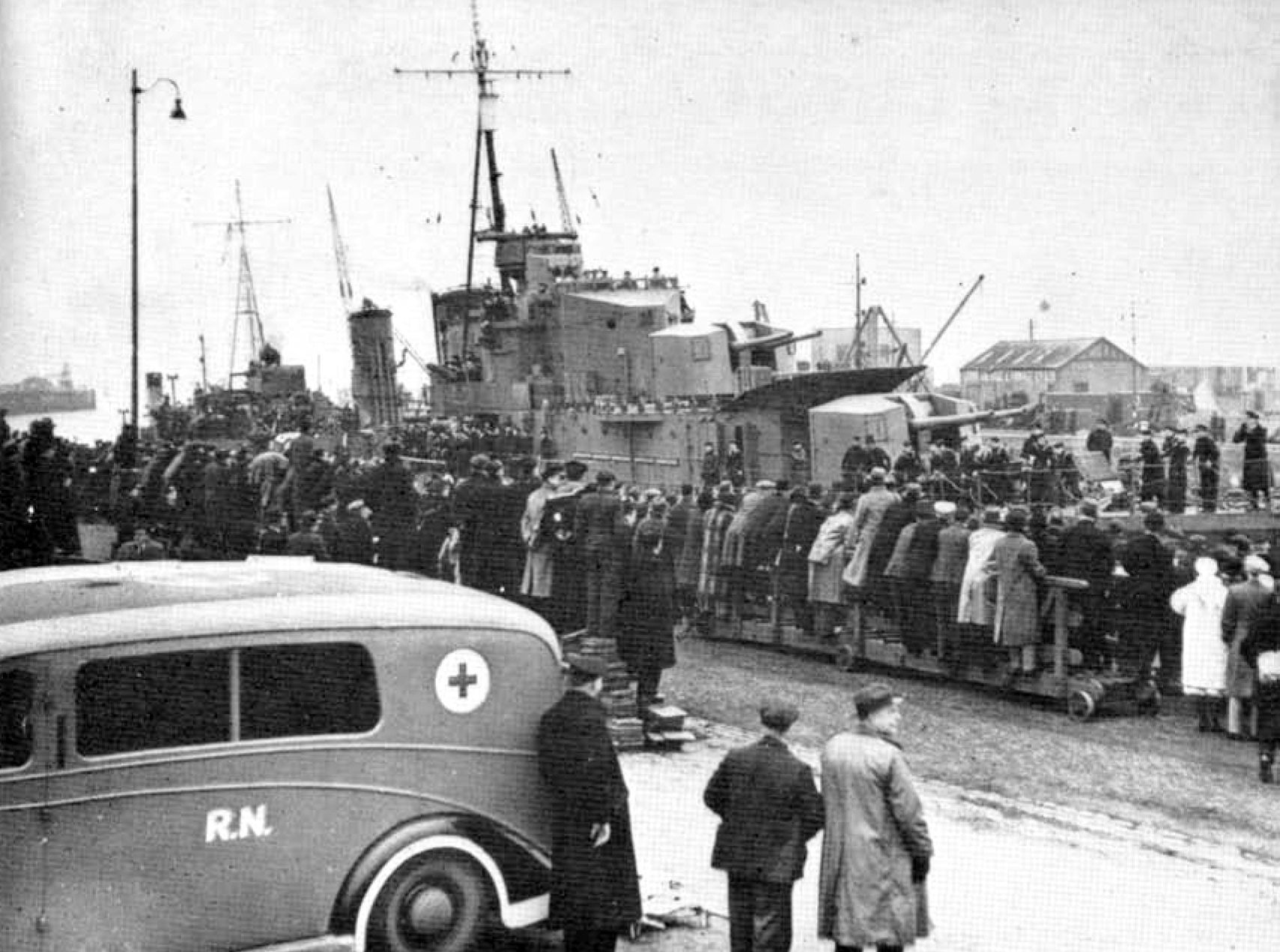
HMS Cossack (F03) la reîntoarcerea la Leith pe 17 februarie 1940, după eliberarea prizonierilor britanici de pe Altmark

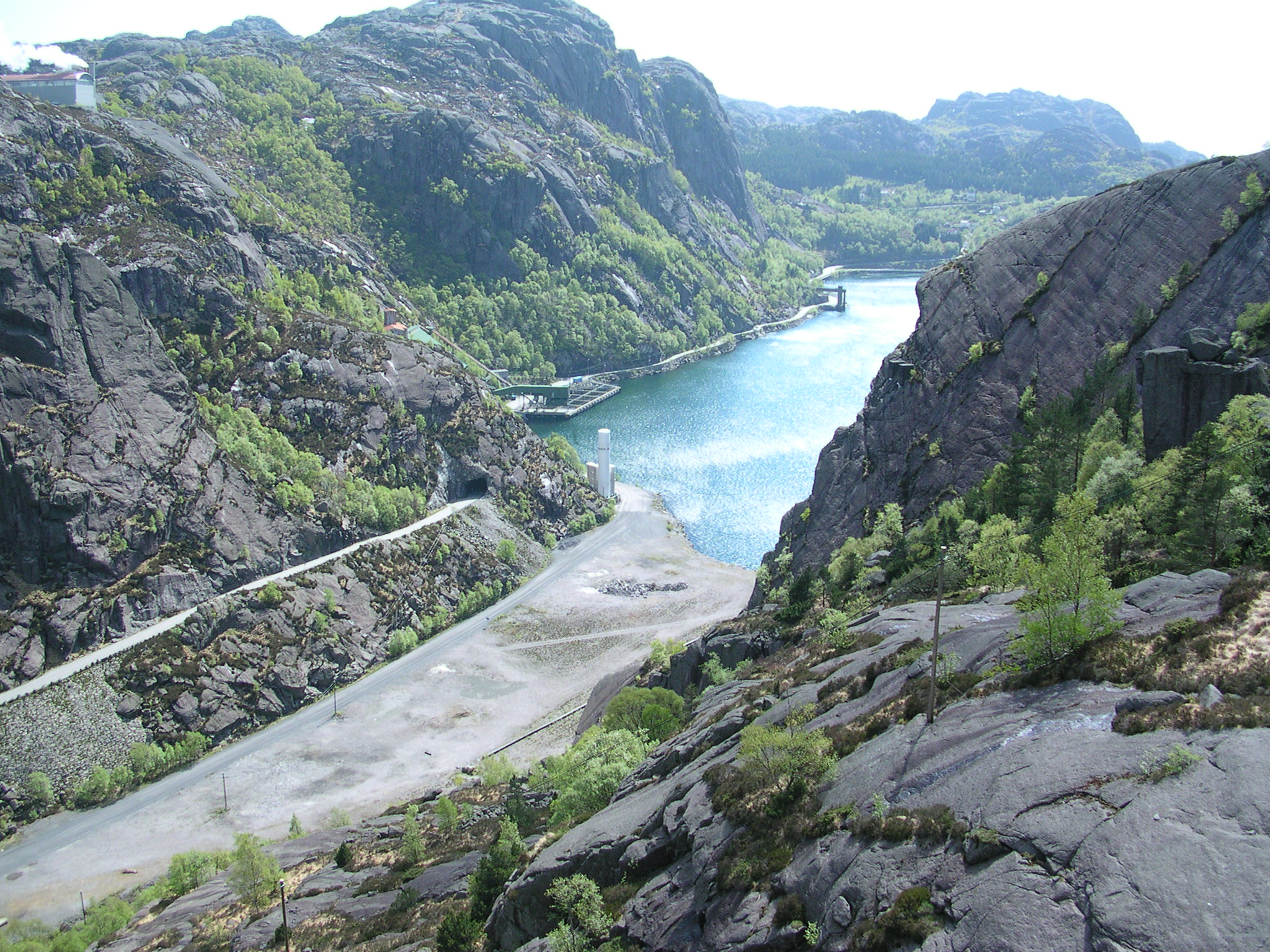
Jøssingfjord, fotografie din 2006

Incidentul Altmark (în limbile engleză: Altmark Incident; norvegiană: Altmark-affæren; germană: Altmark-Zwischenfall) a fost un incident naval din timpul celui de-al Doilea Război Mondial dintre distrugătoarele britanice și  petrolierul german Altmark, care a avut loc pe 16-17 februarie 1940. Incidentul s-a petrecut în ceea ce era în acel moment, apele neutre norvegiene. 
La bordul petrolierului Altmark se aflau 300 de prizonieri de război aliați, ale căror vase fuseseră scufundate de cuirasatul Admiral Graf Spee în zona de sud a Oceanului Atlantic. Distrugătoarele britanice au blocat vasul cisternă iar, mai târziu, distrugătorul HMS Cossack a atacat petrolierul și a eliberat toți prizonierii, ucigând opt marinari germani și rănind alți zece, dintre care cinci foarte grav. În timpul atacului au fost grav răniți un marinar britanic și unul norvegian. Germania a declarat că atacul era încălcare gravă a legilor dreptului internațional și o violare a neutralității norvegiene.

## Contextul general
În februarie 1940, petrolierul german Altmark se îndrepta spre Germania având la bord 299 de marinari din flota comercială Aceștia erau prizonieri de război care fuseseră salvați după ce vasele lor fuseseră scufundate de cuirasatul „de buzunar” Admiral Graf Spee.
În drumul său din sudul Atlanticului spre Germania, Altmark a traversat apele teritoriale norvegiene. Legea internațională nu interziceau transferul de prizonieri de război prin apele neutre. La insistența ofițerilor britanici care urmăreau vasul, Altmark a fost verificat de trei ori pe 15 februarie de  Marina Regală Norvegiană (Kongelige Norske Sjøforsvaret). Prima oară,   Altmark a fost verificat de ofițerii de pe vedeta torpiloare HNoMS Trygg în largul Insulelor Linesøy]], apoi de ofițerii de pe vedeta torpiloare HNoMS Snøgg în Sognefjord și, în cele din urmă, de amiralul Carsten Tank-Nielsen și ofițerii de pe distrugătorul HNoMS Garm în Hjeltefjord. De fiecare dată, ofițerii care au efectuat inspecția s-au limitat la un control superficial și au acceptat declarația germanilor, care afirmau că execută o misiune pur comercială. Prizonierii britanici ținuți prizonieri în cala navei au făcut eforturi mari ca să își facă simțită prezența, dar ofițerii norvegieni nu au inspectat și magaziile, iar Altmark și-a continuat cursul.
După cea de-a treia inspecție, petrolierul Altmark a fost escortat în drumul lui spre Germania de vedetele torpiloare Skarv și Kjell și de vasul apărării de coastă Firern. 

## Interceptarea și abordajul
Altmark a fost reperat în după amiaza aceleiași zile în largul portului Egersund de către avioanele de recunoaștere, care au alarmat vasele  Royal Navy. Aceste avioane decolaseră de pe aeroportul RAF Thornaby, din nord-estul Angliei. După ce a fost interceptat de distrugătorul HMS Cossack, comandat de Philip Vian, Altmark s-a refugiat în Jøssingfjord, dar Cossack l-a urmărit îndeaproape. Vasele norvegiene de escortă au reușit într-o primă fază să blocheze încercările de abordaj al petrolierului german și și-au direcționat tuburile lanstorpile spre Cossack. Căpitanul Vian a cerut în acest moment instrucțiuni de la Londra și a primit următoarele ordine de la Primul Lord al Amiralității, Winston Churchill: 
„„Cu excepția cazului în care torpilorul norvegian se angajează să conducă Altmark la Bergen cu o gardă comună la bord și o escortă navală comune anglo-norvegiană, trebuie să abordați Altmark, să eliberați prizonierii și să luați în custodie vasul, funcție de instrucțiunile viitoare. Dacă torpilorul norvegian intervine, trebuie să îl somați să se retragă. Dacă deschide focul împotriva voastră, trebuie să nu ripostați, cu excepția cazului în care atacul este serios, în care caz trebuie să vă apărați, folosind doar atâta forță cât este necesară, și să încetați focul atunci când încetează și el. Sugerați distrugătorului norvegian că onoarea le este salvată atunci când se supun unei forțe superioare.””
 
Guvernul britanic nu avea nicio obiecție față de traversarea apelor teritoriale de către vase care transportau prizonieri. De fapt, în documentele oficiale cu privire la incident, este notat faptul că Royal Navy a transportat prizonieri de război prin ape teritoriale neutre. De exemplu, în decembrie 1939, crucișătorul HMS Despatch a traversat Canalul Panama, care avea statutul de ape neutre, având la bord prizonieri germani de la bordul cargobotului Düsseldorf. Britanicii au considerat că ruta lui Altmark, care a făcut un ocol de sute de kilometri ca să treacă prin apele teritoriale norvegiene spre Germania,  constituie un abuz clar al neutralității Norvegiene și o încălcare a legilor internaționale. În afară de aceasta, guvernul norvegian nu permitea germanilor să transporte prizonieri prin apele teritoriale norvegiene, iar echipajul lui Altmark a mințit atunci când a fost întrebat natura încărcăturii și a misiunii.
Forțele norvegiene au refuzat să ia parte la o escortă unificată, reafirmând că inspecțiile lor de până atunci de la bordul Altmark nu descoperiseră nimic suspect. Vian a afirmat că dorește să urce la bordul Altmark și i-a invitat pe norvegieni să ia parte la o nouă inspecție, dar a fost refuzat de aceștia. În timpul acțiunii britanicilor, Altmark avea să  eșueze. Britanicii au abordat vasul german la ora 22:20 pe 16 februarie și, după o scurtă luptă corp-la-corp, au învins echipajul britanic și au coborât în cală.:227–239 Unul dintre prizonierii eliberați a declarat că a fost conștient de operațiunea conaționalilor săi atunci când a auzit apelul militarilor care participau la abordaj: „E vreun englez aici?”. Atunci când prizonierii au strigat „Da! Suntem toți britanici!”, miliarii englezi au răspuns „[null Well, the navy's here]! (Ei bine, marina a ajuns aici!)”.
 
Acest incident este considerat de unii istorici militari drept ultima luptă cu săbiile ale militarilor Royal Navy. Membrii Asociației „HMS Cossack” nu sunt de acord cu aceasta. Autorii British Naval Swords and Swordmanship, Barton și McGrath, consideră la rândul lor că nu este adevărată această afirmație și subliniază că Frischauer și Jackson, autorii cărții The Altmark Affair, au intervievat pe mulți dintre membrii echipajului și nici unul dintre ei nu a amintit de folosirea săbiilor. Barton și McGraph consideră că această idee ar putea să aibă originea în acuzațiile de „piraterie pe mare” ale germanilor făcute la adresa britanicilor.
```
 
```

Pe de altă parte, Jim Rhodes, un fost membru al echipajului Cossack,  a trimis o informare Asociației „HMS Cossack”. El a afirmat că a fost martor unui atac cu sabia a unui marinar britanic în timpul unei abordări. Rhodes nu a luat parte la acțiune, ci a urmărit lupta de pe puntea B a tunurilor și nu a fost suficient de aproape ca să vadă cine era cel care purta sabia. Rhodes a amintit că la bord erau păstrate patru săbii de ceremonie.
Șapte marinari germani au fost uciși, iar alți unsprezece au fost răniți, dintre care șase foarte grav. Trupurile germanilor uciși au fost înmormântate în cimitirul Sogndal Cemetery, în zona superioară a firotului Jøssing.:246 Acest incident a fost folosit fără succes de avocații apărării în timpul Proceselor de la Nürnberg, care au încercat să demonstreze că, în loc să fie pedepsit, comandantul britanic a fost decorat pentru acțiunea lui.
HMS Cossack a părăsit Jøssingfjord imediat după miezul nopții pe 17 februarie. Echipajele navelor de escortă norvegiene au protestat, dau nu au intervenit. Explicația oficială oferită de guvernul norvegian a fost aceea că, în conformitate cu legile internaționale, o țară neutră nu este obligată să reziste unei forțe cu mult mai puternice. 

## Impactul incidentului
Norvegienii au fost foarte furioși pentru că neutralitatea le-a a fost încălcată, dar nu au trecut în mod oficial de partea niciunei tabere, nedorind să fie atrași într-un război european. Pe de altă parte, incidentul Altmark a generat neîncredere atât în rândurile aliaților, cât și a germanilor, fiecare dintre tabere ajungând să se îndoiască de neutralitate Norvegiei. Ambele tabere își făcuseră planuri pentru acțiuni militare împotriva Norvegiei, în principal pentru controlarea traficului de minereu de fier, de care industria germană de armament a depins foarte mult în primele faze ale războiului.  
Incidentul Altmark l-a convins pe Adolf Hitler că aliații nu vor respecta neutralitatea norvegiană. Cum el decisese încă de pe 14 decembrie 1939 să invadeze Norvegia, a ordonat pe 19 februarie anul următor să fie intensificate pregătirile pentru atacarea Norvegiei și Danemarcei. Pe 9 aprilie, a fost declanșată Operațiunea Weserübung.:244 
Incidentul Altmark le-a asigurat britanicilor un motiv pentru îmbunătățirea efemeră a moralului în timpul Războiului ciudat. Incidentul a avut pe de altă parte un efect propagandistic de durată în Norvegia ocupată de germani în timpul războiului. Guvernul colaboraționist norvegian a încercat să opună calificativului „quislingi” (sinonim pentru mulți cu cel de trădător) pe cel de „jøssing”, asociat cu luptătorii antinaziști și proaliați, cu referire la locul în care a avut loc incidentul, Jøssingfjord. După ce termenul a căpătat o conotație pozitivă în ochii publicului, folosirea termenului jøssing a fost interzisă în mod oficial în 1943.
Expresia „The navy's here” a devenit populară și a fost  utilizată ca titlu pentru o cate publicată la scurtă vreme după aceea. Editorul cărții avea să declare că expresia a fost „declarația simplă care a stârnit imaginația lumii”. Ross Parker și Hughie Charles aveau să compună un cântec prin care glorificau incidentul, comparând reușita marinarilor contemporani cu cele ale comandaților Drake, Nelson, Beatty și Fisher.

## Legături externe
- German Supply Ship Altmark and an Unlikely Meeting Arhivat în 19 iunie 2017, la Wayback Machine. Llanelli Community Heritage
- IWM Interview with Altmark prisoner William Melville-Evans